# Polytungstate de sodium
Le polytungstate de sodium est un composé chimique de formule 3Na2WO4·9WO3·H2O. Il se présente sous la forme d'un solide cristallisé de couleur blanche extrêmement soluble dans l'eau, en donnant une solution transparente jaune-vert dont la masse volumique peut atteindre 3,1 g/cm3. Pour cette raison, il est utilisé notamment pour la formation de liquides lourds destinés à la centrifugation analytique et séparation par gravité. Il présente des avantages significatifs par rapport au chlorure de zinc ZnCl2 et aux halogénures de carbone pour les analyses par sédimentation. Contrairement à la liqueur de Clérici, solution aqueuse de formiate et de malonate de thallium TlCHO2 et TlC3H3O4, les solutions de polytungstate de sodium ne sont pas toxiques, ne sont pas inflammables et sont peu visqueuses.